# Prostředkovický špýchar
Prostředkovický špýchar (také nesprávně označovaný jako Prostředkovická tvrz) je pozdně gotický opevněný rychtářský špýchar, stojící ve vsi Prostředkovice, části obce Suchá, v okrese Jihlava, při sinici I/38. Od roku 1973 je chráněn jako kulturní památka. Pro svůj havarijní stav se řadí mezi nejohroženější kulturní památky v Kraji Vysočina.

## Historie
Doba výstavby špýcharu není známa. Snad k tomu došlo v roce 1581, jak dokládá nalezený záznam nad jedním z větracích okének objektu. V roce 1954 vyhořel a při následné rekonstrukci dostal současnou podobu připomínající tvrz. Tuto domněnku ještě podpořily nálezy ze 16. století.
Do roku 2016 byl v majetku soukromých osob. Kromě dopravy na přilehlé komunikaci stav špýcharu zhoršuje i vlhkost a také majetkové rodinné problémy majitelů. V roce 2016 jej darem získala obec Suchá, pod kterou Prostředkovice spadají. Ta naplánovala na září 2018 první část nejnutnějších oprav objektu. V budoucnu by se ve špýcharu mohlo nacházet muzeum s expozicí o historii císařské silnice z Prahy na Vídeň.

### Prostředkovická tvrz?
Jedním z problémů ztotožnění špýcharu s údajnou tvrzí je skutečnost, že o tvrzi se nezmiňuje žádná odborná literatura. První písemná zmínka o vsi pochází z roku 1379 pod německým názvem Mitteldorf (tedy Prostřední Ves). Tento název získala pro svou polohu mezi Dolní Vsí (dnešní Suchá) a dnes již zaniklou Horní Vsí. V té době měla ves pouze kolem 6 osedlých.
Ve Vlastivědě Moravské z roku 1901 o vsi píše Alois Josef Pátek. Vsi zde věnuje pouze krátký popisek, ve kterém však chybí jakákoliv zmínka či náznak o možné existenci tvrze či významnější architektonické památce. O tvrzi se nezmiňují ani pánové Vladimír Nekuda a Josef Unger v knize Hrádky a tvrze na Moravě.
Několik málo informací do této problematiky přináší plán vsi z roku 1779, uložený ve Státním okresním archivu v Jihlavě. Na něm lze najít v místech dnešního špýcharu, u domu čp. 13, větší statek bez jakýchkoliv stop po opevnění. Nutno podotknout, že v té době to byl jediný statek, stojící na této straně silnice a zároveň svojí rozlohou patřil k největším ve vsi. Jménem známe i tehdejší majitele statku – Martina Weebera a Mathiase Mikschyho. Na plánu z roku 1835 je pak tento statek rozdělen na dvě téměř čtvercové poloviny, z čehož se dá usuzovat, že špýchar je vlastně pozůstatkem po tomto statku.[zdroj?]
Dalším z argumentů proti existenci tvrze je skutečnost, že Prostředkovice vždy bývaly osadou a spravoval ji stonařovský rychtář. Případnou ochranu obyvatelům poskytovala dvojice stonařovských tvrzí, případně město Jihlava. Navíc současná podoba objektu není původní, ale pochází až z rekonstrukce po požáru v roce 1954.[zdroj?]
V roce 1963 vyšel v Jiskře článek od Karla Peltana, který se objektu taktéž věnuje. Ten připomíná jeho nevyužití. Pode zpráv z té doby zde mělo být umístěno okrskové muzeum se stálou expozicí o historií Stonařovska. Ve stejném roce padl návrh na vytvoření galerie s obrazy Gustava Kruma. Ani k jednomu však do současnosti nedošlo.[zdroj?]